# 柘植保重
柘植 保重（つげ やすしげ、? - 天正7年（1579年））は、戦国時代から安土桃山時代にかけての武将。織田氏の家臣。通称は三郎左衛門。

## 生涯
柘植氏の出身で、確証は得られていないが、伊賀国の土豪・福地宗隆の子で、滝川雄利の姉の夫、あるいは雄利の実父との説がある。
はじめ、伊勢国の国司かつ戦国大名北畠具教の実弟であった木造具政に仕えた。織田信長が伊勢攻めを開始した際に、具政に対し北畠家から寝返るよう説得し、滝川雄利らと共に信長に降った。この際に、保重が北畠家に人質に出していた妻子は磔とされた。永禄12年（1569年）、信長の軍勢7万（実数は5万とも）が北畠領に侵攻すると、織田軍と共に国司北畠具房（具教の子）の居城であった大河内城を攻めた。信長の次男・茶筅丸（後の織田信雄）を北畠家の養子に入れることで具房は織田家と和睦し、これ以降、保重は茶筅丸付きの家老となった。
天正4年（1576年）、三瀬の変では保重は長野左京亮、藤方朝藤の家臣・加留左京らと共に、北畠具教とまだ3歳の徳松丸、1歳の亀松丸らを討ち取るべく三瀬御所に向かい、これらを殺害した（ただし、『勢州軍記』では三瀬御所ではなく、小川久兵衛尉と共に大河内御所である大河内教通の宿泊所を襲ったとある）。
天正7年（1579年）、主君の信雄に従い日置大膳亮らと共に伊賀国に攻め込むが、信雄軍は伊賀の諸豪族の抵抗に遭い、戦況が不利となり退却した。この撤退時の殿軍の最中に、保重は伊賀側の植田光次に討たれた（第一次天正伊賀の乱）。